# Montclar, Aveyron
Montclar là một xã ở tỉnh Aveyron, thuộc vùng Occitanie ở miền nam nước Pháp.